# Olle Widestrand
John Olof "Olle" Widestrand, född 9 juli 1932, död 25 mars 2018 i Jönköping, var en svensk församlingsmusiker, pedagog och tonsättare. Han finns representerad i Den svenska psalmboken 1986 med två verk (nr 61 och 90) och i flertal andra psalmböcker med en psalm. Han har skrivit en stor mängd barnvisor, bland annat Galen i glass, och publicerat sångböcker och pedagogiskt material för skolbruk. Han var fram till sin död bosatt i Jönköping. Widestrand är begravd på Dunkehalla kyrkogård.

## Psalmer
- Blott i det öppna (1986 nr 90), en text av Britt G Hallqvist som blev tonsatt 1974 av Widestrand och bearbetad av honom själv 1980.
- Det är advent (i ett flertal psalmböcker, bland annat i Verbums psalmbokstillägg 2003 som nummer 736), en text av Britt G Hallqvist som blev tonsatt 1977 eller 1981 av Widestrand.
- Lågorna är många (1986 nr 61), tonsatt 1974 till text av Anders Frostenson.